# Lauenburg/Elbe
Lauenburg/Elbe (listenⓘ) là một thị xã ở bang Schleswig-Holstein, nước Đức. Đô thị Lauenburg/Elbe có diện tích 9,54 km², dân số thời điểm 31 tháng 12 năm 2006 là 11.692 người. Đô thị này toạ lạc ở bờ bắc sông Elbe, về phía đông của Hamburg. Đây là thị xã cực nam của bang Schleswig-Holstein. Lauenburg thuộc huyện Herzogtum Lauenburg. Thị trấn được lập vào năm 1182 bởi Bernard thuộc Ascania, tổ tiên của các công tước của Lauenburg. Sachsen-Lauenburg đã là một công quốc cho đến năm 1689..

## Cư dân địa phương nổi tiếng
- Karl Ludwig Harding (1765-1834), nhà thiên văn

## Đô thị kết nghĩa
Lauenburg kết nghĩa với:
- Boizenburg (Đức)
- Dudelange (Luxembourg)
- Lębork (Ba Lan) (formerly Lauenburg im Pommern)
- Manom (Pháp)